# Trần Kim Trắc
Trần Kim Trắc (sinh năm 1929 tại Chợ Gạo, Mỹ Tho, nay là Tiền Giang-mất ngày 17 tháng 11 năm 2018) là một nhà văn người Việt Nam.

## Tiểu sử
Trần Kim Trắc là bút danh, đồng thời cũng là tên thật của ông. Ông sinh ngày 14.6.1929 tại xã Lương Hòa Lạc, huyện Chợ Gạo, tỉnh Mỹ Tho (nay là tỉnh Tiền Giang). Ông còn có bút danh NT và Trần Kim. Tham gia cách mạng từ năm 17 tuổi, trong đội trừ gian, bị giặc bắt. Ra tù, vào bộ đội phục vụ trong tiểu đoàn 307. Năm 1954, ông tập kết ra bắc, công tác tại Phòng Văn nghệ Quân đội rồi bị kỷ luật. Ông phiêu bạt giang hồ, làm đủ nghề để kiếm sống như: thợ sơn tràng (khai thác gỗ), phu bốc vác, làm ruộng, chế biến thực phẩm và cuối cùng là nuôi ong lấy mật.

Ông mất lúc 16 giờ 30 ngày 17 tháng 11 năm 2018 do suy hô hấp nặng và tro cốt hiện tại quàng tại Chùa Hưng Phước (Quận 3, Thành phố Hồ Chí Minh)

## Tác phẩm
- Cái lu (truyện ngắn, 1954)
- Cái bót (truyện ngắn in chung, 1989)
- Con cá bặt tăm (truyện ngắn, in chung, 1990)
- Ông Thiềm Thừ (truyện ngắn, 1994)
- Hoàng đế ướt long bào (tiểu thuyết, 1996)
- Học trò già (truyện ngắn, 1997)
- Trăng đẹp mình trăng (truyện ngắn, 1997)
- Con trai ông tướng (truyện ngắn, 1998)
- Chuyện nàng Mimô (truyện ngắn, 1999)

## Giải thưởng[4]
- Giải nhì cuộc thi viết truyện ngắn chủ đề, Giải thưởng Hội Nhà văn 1945 - 1954 với truyện ngắn Cái lu
- Tặng thưởng của Hội đồng văn xuôi Hội Nhà văn 1995 với tập Ông Thiềm Thừ (Giải thưởng Hội Nhà văn 1995)